# Orthopraxie
Orthopraxie (van het Grieks ορτος=recht, juist en πραξις=handelen, doen) is het zich gedragen naar de algemeen geldende regels en opvattingen. Het begrip ontstond aan het begin van de 20e eeuw binnen de oecumenische beweging om het juiste handelen aan te geven. 
De uitdrukking is bedoeld als een tegenhanger van orthodoxie. De vele kerksplitsingen die dikwijls voortkwamen uit leerstellige meningsverschillen zouden overwonnen kunnen worden als niet zozeer de juiste leer, maar het juiste handelen de aandacht zou krijgen. De eenvoud van het liefdesgebod van Jezus Christus zou daarbij uitgangspunt moeten zijn.
De ervaring heeft inmiddels geleerd dat consensus over orthopraxie even moeilijk te bereiken is als consensus met betrekking tot de orthodoxie. Als voorbeeld kunnen de discussie rond bewapening, de seksuele moraal en de moraal van leven en dood gelden.